# Voulême
Voulême település Franciaországban, Vienne megyében. Lakosainak száma 394 fő (2022. január 1.). Voulême Les Adjots, Taizé-Aizie, Lizant, Saint-Gaudent, Val-de-Comporté és Sauzé-entre-Bois községekkel határos.

## Népesség
A település népessége az elmúlt években az alábbi módon változott:
| Lakosok száma | 377  | 377  | 376  | 378  | 385  | 391  | 391  | 392  | 394  |
|               | 2013 | 2015 | 2016 | 2017 | 2018 | 2019 | 2020 | 2021 | 2022 |